# دودمان مقدونیه‌ای

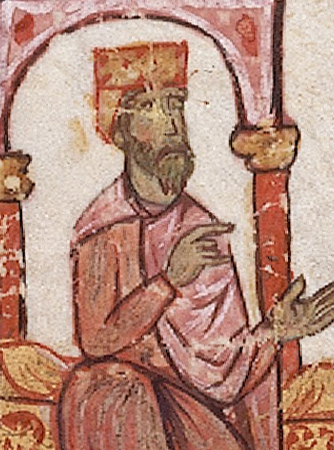
باسیلیوس یکم، همان‌طور که در قرن دوازدهم Madrid Skylitzes به تصویر کشیده شده‌است.

دودمان مقدونیه‌ای (انگلیسی: Macedonian dynasty) بر امپراتوری بیزانس از سال ۸۶۷ تا ۱۰۵۶ میلادی، پس از سلسله آموریان، بر امپراتوری بیزانس حکومت کرد. در این دوره، دولت بیزانس به بیشترین حد خود از زمان فتوحات مسلمانان رسید و رنسانس مقدونی در ادبیات و هنر آغاز شد.